# Melgar de Abajo
Melgar de Abajo é um município da Espanha na província de Valladolid, comunidade autónoma de Castela e Leão, de área 22,91 km² com população de 145 habitantes (2010) e densidade populacional de 6,33 hab/km².

## Demografia
| Variação demográfica do município entre 1991 e 2010 | Variação demográfica do município entre 1991 e 2010 | Variação demográfica do município entre 1991 e 2010 | Variação demográfica do município entre 1991 e 2010 | Variação demográfica do município entre 1991 e 2010 | Variação demográfica do município entre 1991 e 2010 |
| --------------------------------------------------- | --------------------------------------------------- | --------------------------------------------------- | --------------------------------------------------- | --------------------------------------------------- | --------------------------------------------------- |
| 1991                                                | 1996                                                | 2001                                                | 2004                                                | 2007                                                | 2010                                                |
| 222                                                 | 202                                                 | 175                                                 | 170                                                 | 156                                                 | 145                                                 |